# Орден де Моле
О́рден де Моле́ (англ. Order of DeMolay) — парамасонська організація для дітей віком від 12 до 21 року, чиї батьки перебувають в братерстві вільних каменярів. Організація називається на честь останнього великого магістра Ордену тамплієрів — Жака де Моле.
Орден заснований у Канзас-Ситі в 1919 році. Відразу після заснування орден стає міжнародним молодіжним рухом. З 1990 року називається «Міжнародний орден де Моле».

## Історія

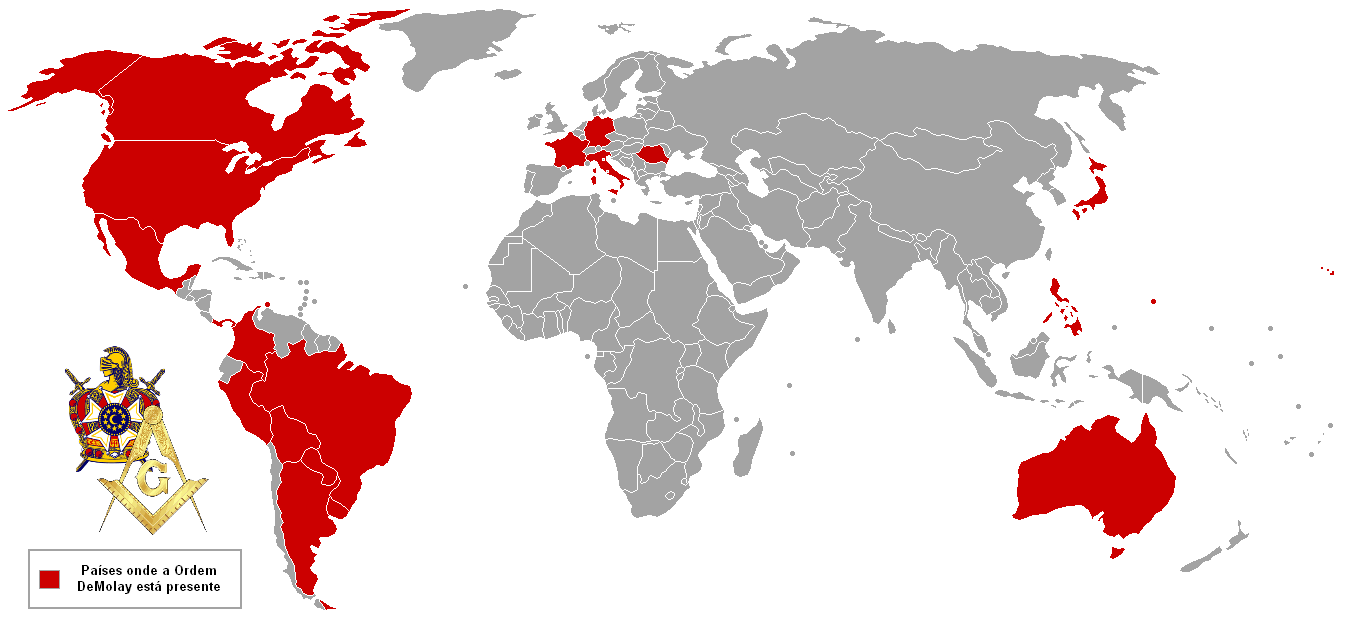
Географія ордену

Орден де Моле була заснований Френком С. Лендом, бізнесменом зі штату Міссурі. Після Першої світової війни держави почали забезпечувати необхідним осиротілих хлопчиків унаслідок війни. Виникає потреба в організації, яка могла б об'єднати своїх сиріт з іншими хлопчиками й навчити їх навичок, що знадобляться в повсякденному житті, та відповідальності.
Організація швидко розвивалася, що призвело до її визнання серед масонського братства США та багатьох держав. Через розширення організації створюються багато капітулів ордену в США. З'являються капітули в інших країнах, у тому числі: у Канаді, на Філіппінах, в Австралії, Болівії, Бразилії, у Німеччині, в Італії, Японії, Португалії, Панамі, Великій Британії, Мексиці…

## Організація

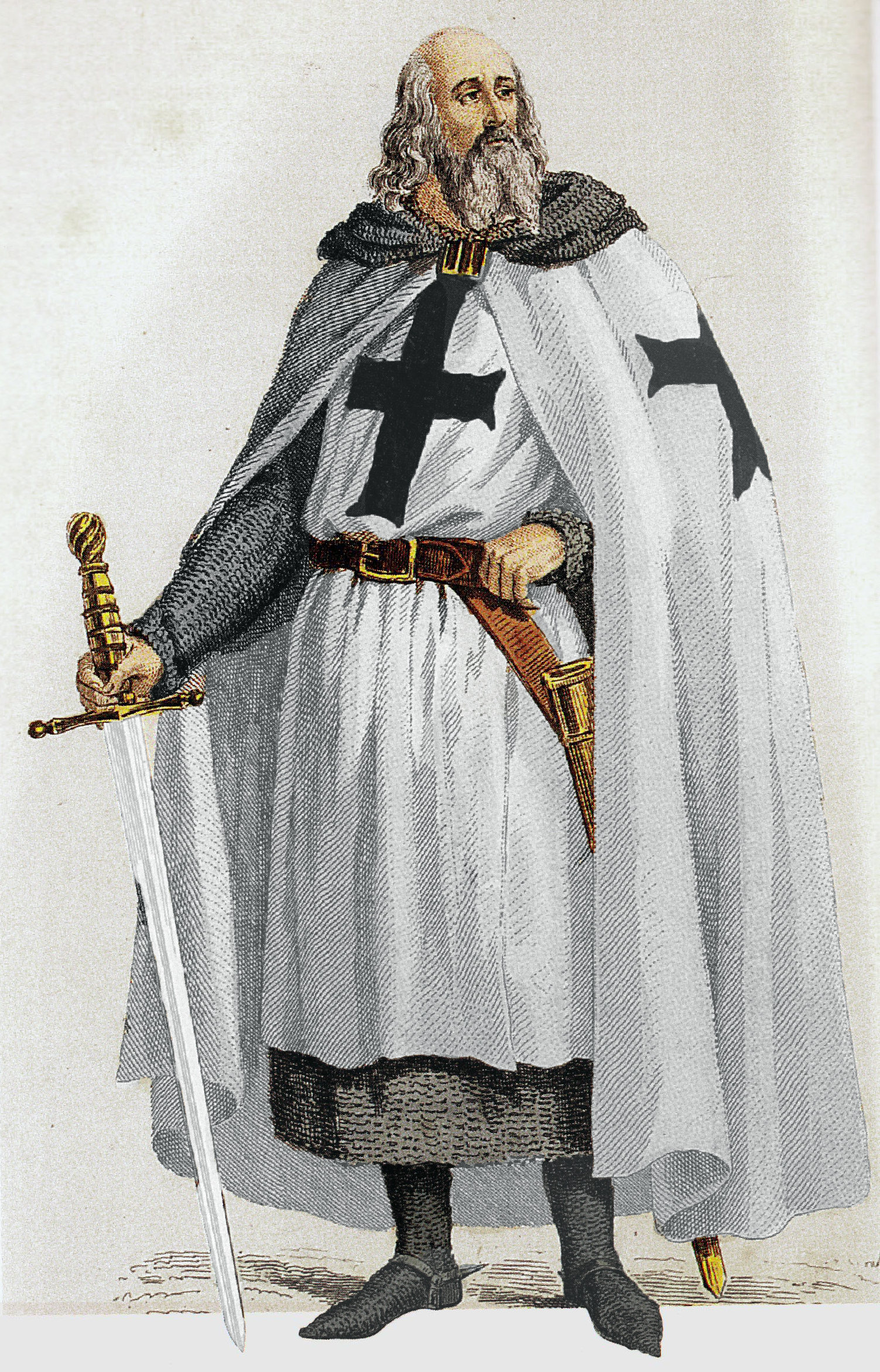
Жак де Моле

У Міжнародному ордені де Моле перебуває приблизно 15 000 членів у США та Канаді.
Члени ордену перебувають під опікою дорослих за встановленими правилами й принципами. Члени об'єднання розвивають громадянську самосвідомість, навички керівництва та особистої відповідальності.
Орден розвиває сім основних чеснот:
- Синівська любов
- Шанування святинь
- Чемність
- Братство
- Лояльність
- Чистота
- Патріотизм

Під опікою масонства США Орден де Моле практикує свої ритуали посвячення. Кожен капітул ордену отримує гроші від ложі або іншої масонської організації.
Орден схожий на інші молодіжні об'єднання, які займаються подібною діяльністю: «Доньки Йова», Міжнародний орден «Веселка» для дівчаток, Асоціація молоді «Надія братства» (AJEF), Орден «Хлопчиків-будівельників», Орден «Сузір'я дітей зірок».

## Структура руху

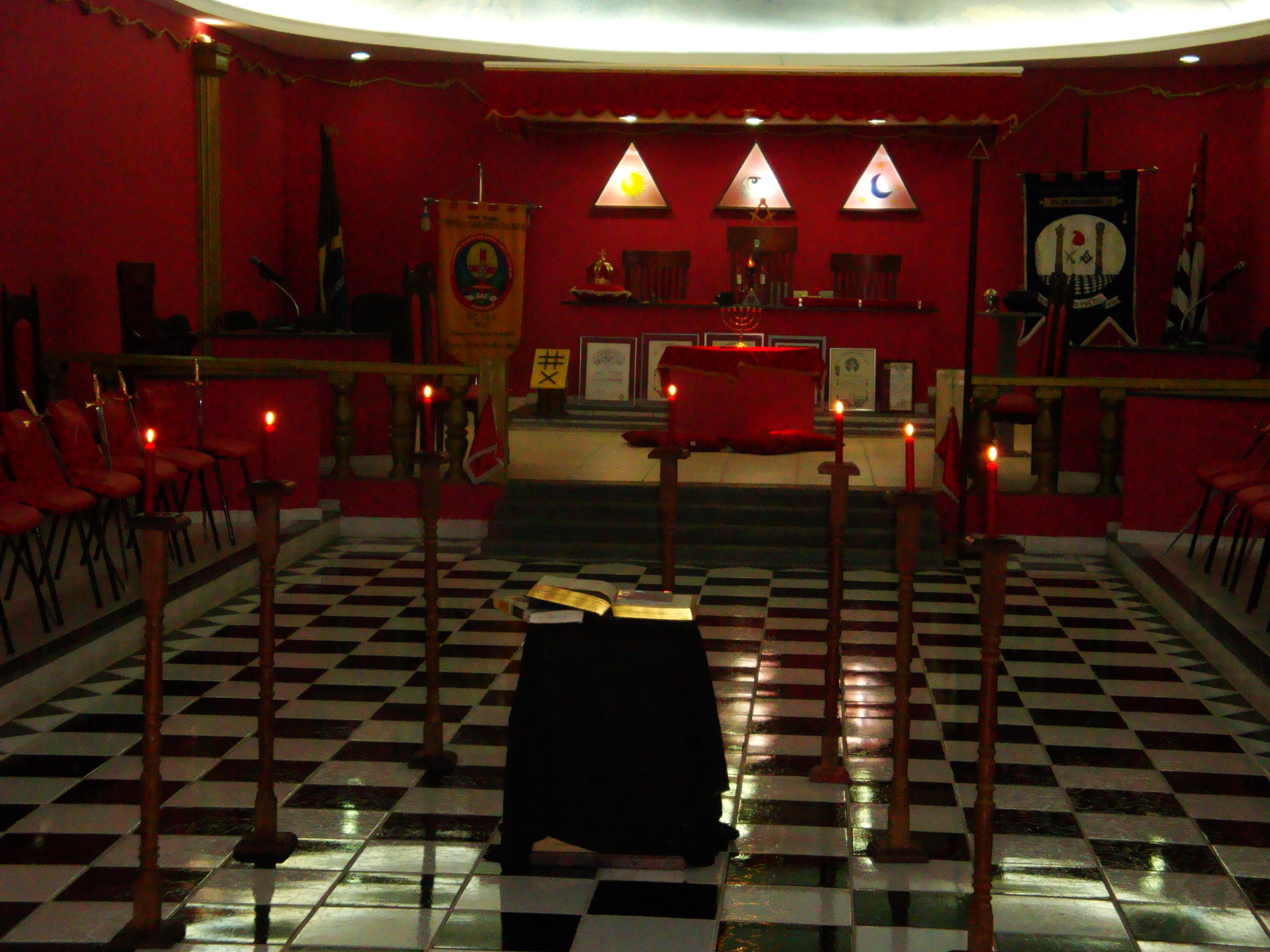
Оздоблення капітулу Де Моле (Рібейран, штат Сан-Паоло)

Створені за зразком масонської ложі капітули є провідними органами ордену. Майстер-радник очолює капітул. Він обирається з членів капітулу, зазвичай це один із членів старших груп капітулу. Йому допомагають старший і молодший радники. Старший радник часто розглядається як майбутній майстер-радник. Усі офіцери капітулу призначаються майстром-радником, за винятком радників і скарбника, які обираються, а Секретар призначається радою капітулу.
Колишні члени ордену, масони, чи дорослі наставники наглядають за капітулом. Їх називають «татами» у пам'ять про батьків-засновників. Останні роки жінки також виступають радниками в групах, і їх називають «мамами».
У кожній країні є звання майстра-радника, яке обирається з глав капітулів. Міжнародні структури з великим майстром і секретаріатом створюють та керують міжнародним конгресом у штаб-квартирі Міжнародного ордену де Моле.

## Офіцери капітулу (ієрархія)
Виборні посади:
- Майстер-радник
- Старший радник
- Молодший радник
- Скарбник

Призначувані посади:
- Секретар
- Старший диякон
- Молодший диякон
- Старший управитель
- Молодший управитель
- Оратор
- Сторож
- Капелан
- Маршал
- Прапороносець
- Дарувальник (роздає милостиню)
- Сім наставників (показують сім основних чеснот ордену де Моле)
- Органіст[2]

## Діяльність
Орден де Моле бере участь у багатьох заходах: у зустрічах і заходах із членами орденів «Веселка для дівчат» та «Дочок Іова», у спортивних змаганнях, як-от у баскетболі, футболі, бейсболі, тенісі, пейнтболі, більярді, каное. Кожен капітул разом зі своїми членами вирішує те, що хотіли б зробити пізніше через планування та використання наявних грошей.

## Нагороди й премії

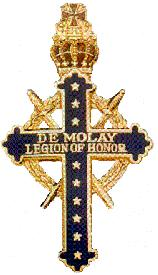
Орден Почесного легіону де Моле

Ступінь кавалера є найвищим званням, яке може отримати член Ордену де Моле. Цей ступінь також може бути присвоєний за участь у благодійності. Тому, хто отримав це звання, вручається диплом, у якому зазначаються видатні заслуги отримувача. Присвоюється члену ордену з 15 років, якщо він знаходиться в ордені не менше 2 років.
Ступінь почесного легіону (LOH) є найвищим званням, яке присвоюється на міжнародному рівні Міжнародною верховною радою ордену де Моле. Після внесення виправлень до статуту верховної ради в 1985 році кандидатам на це звання має бути не менше 25 років.
Верховна рада Ордену де Моле також може привласнювати ступінь почесного легіону за винятковий внесок у певній діяльності (гуманітарна діяльність, спілкування й обслуговування Ордену де Моле).